# Обрежје при Зиданем Мосту
Обрежје при Зиданем Мосту (словен. Obrežje pri Zidanem Mostu) је насељено место у општини Лашко, Савињска регија, Словенија.

## Историја
До територијалне реорганизације у Словенији било је у саставу старе општине Лашко.

## Становништво
У попису становништва из 2011. године, Обрежје при Зиданем Мосту је имало 128 становника.
| Број становника према пописима | Број становника према пописима | Број становника према пописима |
| ------------------------------ | ------------------------------ | ------------------------------ |
| 1991                           | 2002                           | 2011                           |
| 301                            | 135                            | 128                            |

Напомена: До 1955. исказивано под именом Свети Петар при Локи. Године 1994. умањено за део насеља који је проглашен за ново самостално насеље Обрежје (Радече, Посавска регија).